# سیر زمانی وبلاگ‌نویسی در ایران
سیر زمانی وبلاگ‌نویسی در ایران به تاریخچهٔ روزنامه‌نگاری وبلاگ در ایران و خط زمانی وبلاگ‌نویسان ایرانی، و نیز تاریخچهٔ سرویس‌های وبلاگ‌نویسی ایرانی و خط زمانی آن‌ها می‌پردازد.

## وبلاگ‌نویسی در ایران
وبلاگنویسی درایران تحت شرایط خاصی انجام می‌شود، زیرا حکومت جمهوری اسلامی ایران دیدگاه‌های خاصی در این مورد دارد که کاربران اینترنتی را در وبلاگ‌نویسی محدود کرده‌است. با توجه به محدودیت اینترنت در ایران و فیلتر دوره ای یا دائم بسیاری از سایت‌ها نقش وبلاگ در گسترش نوعی از بازگویی اخبار و نظرات در ایران قابل توجه است. هر چند ظهور و تنوع و آسانی استفاده از شبکه‌های اجتماعی وبلاگ نویسی را به ظاهر کمرنگ کرد اما فیلتر شبکه‌های اجتماعی معضل دیگری در ایران شد. همچنین کنترل و سانسور مطبوعات و کتاب و هر نوع رسانه ای در شکل‌گیری نوع خاصی از مقابله بین رژیم و هر گوینده نظر و عقیده مخالف شد 

آمار دقیقی در مورد تعداد وبلاگ‌های ایرانی وجود ندارد اما بر اساس یک بررسی در مهر ماه سال ۱۳۸۴، تعداد وبلاگ‌های ایرانی عددی در حدود ۷۰۰ هزار تخمین زده شده‌است که اکثر آن‌ها به زبان فارسی هستند. بر اساس این تخمین، تنها ۴۰ تا ۱۱۰ هزار از این وبلاگ‌ها فعال بوده‌اند. و
علاوه بر زبان فارسی، وبلاگ‌نویسان ایرانی به زبان انگلیسی نیز وبلاگ می‌نویسند که اغلب نویسنده‌های این وبلاگ‌ها در خارج از ایران و در کشورهایی مانند ژاپن، کانادا، آمریکا و بریتانیا و… زندگی می‌کنند.

### خط زمان

#### ۱۳۸۰
- در ۷ سپتامبر اولین وبلاگ فارسی توسط سلمان جریری منتشر شد.
- در ۲۵ سپتامبر این وبنوشت با راهنمای کدنویسی منتشر شد.
- ۵ نوامبر، بنابر درخواست کاربران بلاگر، ساختار ایجاد وبلاگ با عنوان چگونه یک وبلاگ فارسی ایجاد کنیم منتشر شد.

#### ۱۳۸۱
- مهدی بوترابی دارای مدرک کارشناسی و کارشناسی ارشد در رشته تاریخ و دورهٔ دکتری از دانشگاه تربیت مدرس است. وی وبلاگ نویس و مدیر گروه سایت‌های پرشین بلاگ است.[۳] وی دو بار در سال‌های ۱۳۸۶ و ۱۳۸۸ توسط نیروهای امنیتی بازداشت شده‌است.[۴][۵] وی همچنین در ۲۷ اردیبهشت ۱۳۹۵ بازداشت شده‌است.[۶] پرشن بلاگ هم اکنون در خارج از کشور قابل مشاهده نیست و غیر فعال شده است.

#### ۱۳۸۲
- اسماعیل اسدی دارستانی وبلاگ‌نویسی را در تهران شروع کرد و جزء اولین وبلاگ نویسان ایران[نیازمند منبع] و اولین وبلاگ‌نویس شمال کشور[نیازمند منبع] است او با فعالیت حقوق بشری و محیط زیستی و خبری شروع کرد و آستارا نیوز اولین وبلاگ وی بود. این وبلاگ‌نویس که هم‌اکنون وبلاگهای متعدد خبری و تحلیلی و حقوق بشر و محیط زیست دارد از سال ۱۳۸۰ تاکنون بارها دستگیر و زندانی شده‌است[نیازمند منبع][۷] او همچنین درزمینه گردشگری مقالات گوناگونی دربارهٔ مناطق شمال کشور داردگردشگری در آستارا ولوندویل

#### ۱۳۸۳
آذر: وبلاگ‌نویسان ایرانی در اعتراض به تغییر نام خلیج فارس به خلیج عربی، بمب گوگل را ایجاد کردند. این بمب گوگلی به گونه‌ای بود که با جستجوی خلیج عربی در گوگل، اولین نتیجه صفحه‌ای بود که در آن این جمله نوشته شده بود: «خلیجی با این نام در دنیا وجود ندارد.». وب پارس سی یا دریای پارس اولین وبلاگ اختصاصی نام خلیج فارس از آبان 1381 در پرشن بلاگ فعال بود که مشهورترین وبلاگ آن دوره در جریان بمب گوگلی بودو اولین مسابقه وبلاگ نویسی و انیمیشن و کارتون را تحت نام فستیوال خلیج فارس در سال 1383 هدایت کرد.
- در تاریخ ۲۳ آبان ماه جوان‌ترین وبلاگ‌نویس زندانی جهان در شهر آمل در دادگاهی بدون حضور وکیل مدافع و در پشت درهای بسته، محاکمه شد. نوید محبی ۱۸ ساله، هم‌اکنون در زندان شهر ساری در انتظار صدور محکومیت خود بسر می‌برد. نوید محبی، مدیر وبلاگ "گاه نوشته‌های " و از مدافعان حقوق زنان در تاریخ ۱۸ سپتامبر از سوی ۸ مأمور وزارت اطلاعات با خشونت و ضرب و شتم در منزلش بازداشت شد. وی از آن تاریخ در بند مجرمان عادی زندانی است. اتهامات این وبلاگ‌نویس جوان " اقدام علیه امنیت ملی، توهین به بنیانگذار و رهبر فعلی جمهوری اسلامی، تبلیغ علیه نظام از طریق ارتباط با رسانه‌های بیگانه" و "عضویت در کمپین یک میلیون امضاء و حمایت از اعضای آن" اعلام شده‌است.[۹]

#### ۱۳۸۴
- ۱۷ مهر: تعداد وبلاگ‌های ایرانی به عدد ۷۰۰ هزار رسید، هر چند که تنها ۱۰ درصد آن‌ها فعال هستند. پراکندگی این وبلاگ‌ها در سرویس‌های مختلف وبلاگ‌نویسی به این صورت است:[۱۰]
- ۱۳ بهمن: بر اساس اعلام وب‌سایت بلاگ هرالد، تعداد وبلاگ‌هایی که بر روی سرویس‌های وبلاگ‌نویسی‌ای مانند پرشین بلاگ وجود داشته‌اند، عددی بین ۲۰۰ تا ۷۰۰ هزار وبلاگ است.[۱۱]
- ۳۱ خرداد: فعالیت پروژهٔ وردپرس فارسی به صورت رسمی آغاز شد. هدف از این پروژه، بومی‌سازی وردپرس بوده‌است.[۱۲]

#### ۱۳۸۵
- ۱۸ مرداد: محمود احمدی‌نژاد، رئیس‌جمهوری ایران، نوشتن در وبلاگ رسمی خود را که به چندین زبان در دسترس قرار دارد، آغاز کرد.[۱۳][۱۴]

#### ۱۳۸۶
- ۱۶ فروردین: زبان فارسی از سوی وب‌سایت تکنوراتی به عنوان دهمین زبان پرکاربرد در دنیای وبلاگستان معرفی شد.[۱۵]
- ۲۶ خرداد: سرویس وبلاگ‌نویسی پرشین بلاگ هدف حملهٔ یک هکر عراقی قرار گرفت و دامنهٔ دات کام این سرویس وبلاگ‌نویسی توسط این هکر دزدیده شد. پرشین بلاگ یکی از ۷۰۰ وب‌سایت ایرانی بوده‌است که در سری حملات این هکر عراقی دچار مشکلاتی شدند.[۱۶][۱۷]
- ۲ مرداد: یک گروه هکر کلاه سفید ایرانی در اعتراض به امنیت پایین سرویس وبلاگ‌نویسی پرشین بلاگ، به آن حمله کردند و صفحهٔ اول آن را تغییر دادند.[۱۸]
- ۹ شهریور: تعداد وبلاگ‌های ثبت شده در سرویس وبلاگ‌نویسی بلاگفا به بیش از یک میلیون و ۳۰۰ هزار رسید.[۱۹]
- بهمن هدایتی بلاگر ایرانی پارسینه راکه یک وب‌سایت خبری-تحلیلی به زبان فارسی است راه اندازی نمود.

#### ۱۳۸۷
- شهریور

البرز فلاح ثروتمندترین وبلاگ‌نویس ایرانی، صاحب ششمین سایت پربیننده استرالیاست.
- ۱۸ اسفند

مهدی خزعلی وی در سال‌های اخیر، انتقادات تندی علیه محمود احمدی‌نژاد در وبلاگ شخصی خود مطرح ساخت که در پاره‌ای اوقات بازتاب‌هایی در رسانه‌های جهانی و داخلی داشته‌است
مهدی خزعلی در تاریخ ۱۶ بهمن ۱۳۹۰ به ۱۴ سال حبس، ۱۰ سال تبعید و ۹۰ ضربه شلاق محکوم شد.
این حکم در دادگاهی صادر شد.
در پی طولانی‌شدن اعتصاب غذای خزعلی و بستری‌شدن وی در یکی از بیمارستانهای تهران، با حضور نماینده دادستانی و پزشکی قانونی، در بیمارستان محل بستری وی، محکومیت را برای وی خطرناک تشخیص دادند و از تاریخ ۲۳ تیر ۱۳۹۳، حکم به آزادی وی دادند.
- ۲۸ اسفند: امیدرضا میرصیافی در سن ۲۸ سالگی به دلیل فشار روانی و عدم دریافت کمک‌های پزشکی در زندان اوین درگذشت. این وبلاگ‌نویس به دلیل توهین به رهبران نظام به دو سال زندان محکوم شد.

#### ۱۳۸۸
- دیدار وبلاگی وبلاگ نویسان با سید محمد خاتمی[۲۵]
- علی پیرحسینلو روزنامه‌نگار، از قدیمی‌ترین وبلاگ‌نویسان ایرانی، نویسنده وبلاگ الپر (۲۶ شهریور به همراه همسرش فاطمه ستوده در منزل خود بازداشت شد و برای مدت پنجاه روز در زندان انفرادی به‌سر برد)[۲۶]
- یک وبلاگنویس ایرانی به گینس اعلام داشت که پروبلاگترین فرد جهان است.[۲۷]

#### ۱۳۸۹
- حسین درخشان که از او به عنوان پدر وبلاگستان فارسی یاد می‌شود، از سوی شعبه ۱۵ دادگاه انقلاب اسلامی تهران به «۱۹ سال و نیم حبس تعزیری، پنج سال محرومیت از عضویت در احزاب و فعالیت در رسانه‌ها و بازگرداندن وجوه اخذشده به مبلغ ۳۰ هزار و ۷۵۰ یورو، ۲ هزار و ۹۰۰ دلار و ۲۰۰ پوند انگلیس» محکوم شد.[۲۸] و[۲۹]
- فروردین:

محمدرضا رودباری وبلاگ نویس که به سبب انتشار برخی پست‌های حاوی عقاید عموم مردم به ویژه پس از سرکوب‌های سال ۱۳۸۸ مربوط به تاسوعا و عاشورا پس از اعتراضات به نتیجه انتخابات ریاست جمهوری در وبلاگ شخصی دستگیر و روانه زندان شد و برای مدتی خانواده و همسر جوانش از او اطلاعی نداشتند و زمانی او را بیمار و درمانده در زندان لاکان یافتند که پرونده تبلیغ علیه نظام و تبانی به قصد اقدام علیه امنیت ملی او تکمیل شده بود.
خرداد: بیپ فا، میکرو بلاگ فارسی راه اندازی شد.
- اسفند: راه اندازی مسابقه «چهره بلاگ» برای وبلاگ‌های برتر سال.
- فخرالسادات محتشمی‌پور وبلاگ نویس، همسر مصطفی تاج زاده سیاستمدار ایرانی. او در اعتراضات جنبش سبز در ۱۰ اسفند ۱۳۸۹ دستگیر شد. وی در فروردین ماه ۱۳۹۰ در بند انفرادی زندان اوین دست به اعتصاب غذا زد و چند روز پس از اعتصاب غذا پس از بیهوشی به بیمارستان منتقل شد.[۳۱]
- محمدرضا پورشجری وبلاگ‌نویس ۵۴ ساله‌ای است که در سال ۱۳۸۹ به دلیل درج اندیشه وعقاید خود در وبلاگ شخصی‌اش، از طرف دستگاه قضایی جمهوری اسلامی ایران با اتهام «اقدام علیه امنیت ملی»، «توهین به مقدسات» و «توهین به رهبر» به چهارسال زندان محکوم شده‌است.[۳۲]
- فرشته نوبخت، وبلاگ‌نویسی که برای یکی از نوشته‌هایش شایسته تقدیر حوزه ادبیات داستانی هفتمین جشنواره نقد کتاب شده‌است[۳۳]

#### ۱۳۹۰
روز دهم مرداد ماه۱۳۹۰ مأموران امنیتی با مراجعه به منزل بابک اجلالی اقدام به تفتیش منزل وی کردند و او را به وزارت اطلاعات احضار نمودند.
نیروهای امنیتی با در دست داشتن حکم قضایی جهت بازداشت بابک اجلالی، فعال حقوق بشر در ایران به دلیل عدم حضور وی در منزل موفق به دستگیری وی نشدند.
- علیرضا فیروزی (زاده ۳۰ شهریور ۱۳۶۸) روزنامه‌نگار و بلاگر ایرانی است.

وی دررابطه با فعالیت حقوق بشری دستگیر وزندانی شد. وی در روزهای پایانی بهمن ماه ۱۳۹۰ قبل از معرفی خود به زندان اوین برای گذراندن مابقی دوره محکومیتش از ایران گریخت.
- محکومیت یک روحانی وبلاگ‌نویس منتقد حکومت در ایران به حبس، شلاق، خلع لباس و جزای نقدی. آرش هنرور شجاعی، روحانی جوانی است که در پنجم آبان‌ماه سال ۱۳۸۹ (اکتبر ۲۰۱۰) درحالی که در بیت آیت الله عبدالله جوادی آملی، از مراجع دینی شیعه مشغول به کار بود توسط نیروهای امنیتی بازداشت و به بند ۲۰۹ زندان اوین در تهران منتقل می‌شود.[۳۶]

#### ۱۳۹۱
- ۱۳ آبان: ستار بهشتی، کارگر و وبلاگ‌نویس ایرانی که در تاریخ ۹ آبان ماه ۱۳۹۱ توسط پلیس فتا دستگیرشده بود، در بازداشتگاه پلیس فتا درگذشت. قاتل ستار بهشتی به سه سال حبس، دو سال اقامت اجباری و ۷۴ ضربه شلاق محکوم شد.[۳۷]
- مجتبی دانش‌طلب، وبلاگنویس انقلابی صبح امروز برای گذراندن محکومیت شش‌ماهه به اتهام «تبلیغ علیه نظام» به زندان رفت.[۳۸]
- دکتر احمد فلسفی، دندان‌پزشک و وبلاگ‌نویس ۸۲ ساله ایرانی، پس از مدتی مبارزه با بیماری، در روزهای پایانی اسفند ماه ۹۱، در تهران درگذشت.

دکتر فلسفی متولد اسفندماه ۱۳۰۹ در تهران بود. از سال ۸۴ وبلاگ‌نویسی را آغاز کرد و تا چند ماه پیش از درگذشت خود، به این کار ادامه داد. به این ترتیب احتمالاً باید او را مسن‌ترین وبلاگ‌نویس ایرانی نام نهاد.

#### ۱۳۹۲
- سهیل عربی در آبان ۱۳۹۲ به همراه همسرش توسط مأموران سپاه دستگیر گردید. همسرش پس از چند ساعت آزاد شد اما وی برای مدت دو ماه در سلول انفرادی نگهداری می‌شد و سپس به زندان اوین منتقل گردید.[۴۰][۴۱][۴۲]
- محمدعلی ابطحی نخستین سیاست‌مدار ایرانی است که از اینترنت و وبلاگ برای تماس با مردم و بیان نظراتش سود جست.[۴۳]

در آغاز با عنوان و آدرس وبنوشت استفاده کرد. وی در یک‌سالگی وبلاگ شخصی‌اش مطالب وبلاگش را در کتابی منتشر کرد.
پس از به زندان افتادن ابطحی و گذشت هفتاد روز، وبلاگ وی از درون زندان به روز شد.
محمدعلی ابطحی در ۲۲ مهر ۱۳۹۲ دچار سکته مغزی گردیده و مدتی در بیمارستان جم تهران بستری بود تا لخته‌ها با کمک دارو از بین برود.

#### ۱۳۹۳
- حسین درخشان در آبان سال ۱۳۹۳ پس از بازگشت دوباره از مرخصی به زندان، با حکم عفو ادامه زندانش از سوی آیت الله خامنه‌ای روبرو شد. به این صورت، او پس از ۶ سال زندان و در حالی که ۱۱ سال و نیم دیگر از مدت قانونی زندانیش باقی‌مانده بود از زندان آزاد شد. او در پیامی در صفحهٔ فیس‌بوکش از «حضرت آیت‌الله خامنه‌ای» بخاطر آزادی‌اش تشکر کرد.[۴۶][۴۷]

#### ۱۳۹۴
- بهروز مدرسی خلبان بازنشسته و وبلاگ‌نویس قدیمی کشورمان در فروردین۹۴ درگذشت. کاپیتان بهروز مدرسی نویسنده وبلاگ دل نوشته‌های یک کهنه سرباز بود که بیشتر به مسائل تخصصی هوانوردی می‌پرداخت.[۴۸]
- ۴ وبلاگ‌نویس در ایران بازداشت شدند. در روزهای اخیر دو وبلاگ‌نویس ساکن تهران و دو وبلاگ‌نویس اهوازی توسط نیروهای امنیتی بازداشت شده‌اند.

کمیته گزارشگران حقوق بشر، افراد بازداشت شده را رحیم یزدی، وحید ابوالقاسمی، شهاب موسوی و مجید کعبی معرفی کرده‌است.
- حسین درخشان معروف به (پدر وبلاگ‌نویسی ایران) مطلبی تحت عنوان (مرگ وب نزدیک است) را منتشرنمود.[۵۰]

#### ۱۳۹۶
- ندا امین اسرائیل به بلاگ‌نویس ایرانی پناهندگی می‌دهد.[۵۱]

## سرویس‌های وبلاگ‌نویسی
طبق آنچه درکتاب بلاگرها آمده‌است حدود ۳۵۰ سرویس وبلاگدهی در انواع نوشتار ی ٬ویدئو بلاگ ٬پادکست، فتوبلاگ برای مقاصد گوناگون و برای گروه‌های کودک وبزرگسال وزنان و به زبان‌های فارسی کردی وترکی در کشور ایجادشده‌است.

### ۱۳۸۱
پرشین‌بلاگ، نخستین ارائه‌دهندهٔ خدمات وب‌نوشت تماماً فارسی است که ۲۳ خرداد ۱۳۸۱ کار خود را رسماً آغاز کرد.

#### ۱۳۸۲
بلاگ‌اسکای
یکی از ارائه‌دهندگان خدمات وب‌نوشت رایگان به فارسی است. این وبگاه در ۲۰ فروردین ۱۳۸۲ فعال شد.

#### ۱۳۸۳
پارسی بلاگ
یکی از ارائه‌دهندگان خدمات وب‌نوشت به فارسی است که در ۱۰ اردیبهشت سال ۱۳۸۳ تأسیس شده و به کاربران اجازه ساخت و مدیریت وبلاگ می‌دهد.
بلاگفا
یکی از ارائه‌دهندگان خدمات وب‌نوشت به فارسی است. این وبگاه از ۱۶ آذر ۱۳۸۳ شروع به فعالیت کرده‌است.

#### ۱۳۸۴
میهن‌بلاگ
یکی از ارائه‌دهندگان خدمات وب‌نوشت به فارسی است. میهن بلاگ فعالیت خود را در تاریخ ۲۵ آبان سال ۱۳۸۴ آغاز کرد.

#### ۱۳۸۵
- سرویس وبلاگدهی مؤسسه فرهنگی و اطلاع‌رسانی تبیان به نام تبلاگ در ۲۵ خرداد سال ۹۰ آغاز بکارکرد.[۵۸] و[۵۹]

#### ۱۳۸۶
- سرویس وبلاگدهی (جوان بلاگ) راه اندازی شد[۶۰]

#### ۱۳۸۷
- مجلس شورای اسلامی امکان ایجاد وبلاگ برای تمام نمایندگان مجلس را فراهم کرد. مجلس ایران اولین پارلمان در جهان است که سرویس وبلاگ به نمایندگان ارائه می‌دهد و البته این برای کشوری که رتبه دهم جهانی زبان‌های رایج وبلاگ‌نویسی دنیا را دار خیلی هم عجیب نیست[۶۱]
- سرویس دهنده وبلاگی دانشگاه فردوسی مشهد، به عنوان فردوسی بلاگ به صورت رسمی ایجادشد[۶۲] و[۶۳]

#### ۱۳۸۸
- مهدی بلاگ به منظور توسعه فرهنگ وبلاگ‌نویسی مهدویت به همت بنیاد فرهنگی حضرت مهدی موعود عجل الله راه اندازی شد.[۶۴]
- (تارلاگ) سرویس وبلاگدهی خودرا راه اندازی نمود.[۶۵]
- سرویس وبلاگدهی سازمان اوقاف و امورخیریه تحت عنوان(راسخون بلاگ) ایجادشد.[۶۶]

#### ۱۳۸۹
- اولین سرویس وبلاگدهی برای ارائه ویدئو و فیلم بنام(آپارات) راه اندازی شد.
- اولین سرویس وبلاگدهی ویژه صدا وپادکست درفروردین ماه راه اندازی شد (کست)
- اولین سرویس وبلاگدهی به زبان ترکی (آرزو بلاق) ایجادشد[۶۷]
- اولین سرویس وبلاگدهی برای کودکان راه اندازی شد (نی نی وبلاگ)[۶۸]
- اولین سرویس وبلاگدهی درزمینه موسیقی در اسفند ماه راه اندازی شد (نوت آهنگ)

#### ۱۳۹۰
- سازمان بورس و اوراق بهادار ایران سرویس وبلاگدهی خودرا راه اندازی کرد (بورس بلاگ)

#### ۱۳۹۱
- شرکت بیان سرویس وبلاگدهی خودرا برای اهل قلم و محققان راه اندازی کرد (بلاگ دات آی آر)[۶۹]
- اولین سرویس وبلاگدهی ویژه اساتید دانشگاه راه اندازی شد (پروفسورا)
- دومین سرویس وبلاگدهی ویژه کودکان ایجادشد (نی نی پیج)
- رونمایی از سرویس وبلاگ «گردشگری»[۷۰]

#### ۱۳۹۲
- اولین سرویس وبلاگدهی بزبان کردی ایجادشد (کرد بلاگ)
- سرویس وبلاگدهی درسا بلاگ راه اندازی شد.

شبکه هدهد یک شبکهٔ مذهبی ویژه کودکان است که با دو زبان عربی و فارسی پخش می‌شود. این شبکه همراه با عید مبعث در ۲۹ خرداد ۱۳۹۱ آغاز به کار کرد.. سرویس وبلاگدهی این شبکه به نام (هدهد فارسی) برای کودکان راه اندازی شد.
- دانشکده صدا وسیما سرویس وبلاگدهی خودرا ایجاد نمود (سیما بلاگ)
- (کوثربلاگ) برای خواهران طلاب راه اندازی شد

#### 1401
- ویدیو بلاگ تخصصی و حرفه ای و رایگان های بلاگ راه اندازی شد.
- اولین ویدیو بلاگ تخصصی و حرفه ای در ایران که ویدیوهای مربوط به بهترین تولیدکنندگان محتوا را با هدف حمایت از این تولید کنندگان منتشر می کند.
- تنها سرویس اشتراک ویدیو که تبلیغات پخش نمی کند.